# コナー・オーバートン
コナー・ダンフォード・オーバートン（Connor Danford Overton, 1993年7月24日 - ）は、アメリカ合衆国バージニア州リッチモンド出身のプロ野球選手（投手）。右投左打。MLBのトロント・ブルージェイズ傘下所属。

## 経歴

### プロ入りとマーリンズ傘下時代
2014年のMLBドラフト15巡目（全体437位）でマイアミ・マーリンズから指名され、プロ入り。契約後、傘下のA-級バタビア・マックドッグスでプロデビュー。17試合に登板して1勝2敗1セーブ、防御率4.71、20奪三振を記録した。
2015年は開幕からA級グリーンズボロ・グラスホッパーズでプレーしていたが、7月9日に自由契約となった。

### ナショナルズ傘下時代
2015年7月12日にワシントン・ナショナルズとマイナー契約を結んだ。ナショナルズ傘下ではA-級オーバーン・ダブルデイズとAAA級シラキュース・チーフスでプレーし、移籍前を含めた3球団合計で21試合に登板して2勝1敗、防御率6.68、22奪三振を記録した。オフの11月6日にFAとなった。

### 独立リーグ時代
2016年4月13日に独立リーグであるアメリカン・アソシエーションのスーシティ・エクスプローラーズと契約を結び、30試合に登板して5勝1敗11セーブ、防御率1.96、45奪三振を記録した。

### ジャイアンツ傘下時代
2016年8月11日にサンフランシスコ・ジャイアンツとマイナー契約を結んだ。ジャイアンツ傘下ではA+級サンノゼ・ジャイアンツでの1試合の登板にとどまり、後にトミー・ジョン手術を受けた。
2017年は前述の手術の影響により全休した。
2018年はA+級サンノゼ、AA級リッチモンド・フライングスクウォーレルズ、AAA級サクラメント・リバーキャッツでプレーし、3球団合計で 23試合（先発2試合）に登板して2勝1敗2セーブ、防御率4.91、48奪三振を記録した。
2019年は開幕からAA級リッチモンドでプレーしていたが、6月12日に自由契約となった。

### 独立リーグ復帰
2019年8月6日に独立リーグであるアトランティックリーグのランカスター・バーンストーマーズと契約を結び、9試合に先発登板して3勝5敗、防御率4.02、56奪三振を記録した。

### ブルージェイズ時代
2020年2月29日にトロント・ブルージェイズとマイナー契約を結んだが、この年は新型コロナウイルスの影響でマイナーリーグの試合が開催されなかったため、公式戦の登板は無かった。オフの11月2日にFAとなったが、2021年2月2日にマイナー契約で再契約を結んだ。
2021年シーズンは5月のマイナーリーグ開幕から傘下のAAA級バッファロー・バイソンズでプレーした。8月11日にメジャー契約を結んでアクティブ・ロースター入りすると、翌12日のロサンゼルス・エンゼルス戦でメジャーデビュー。9月3日にDFAとなった。

### パイレーツ時代
2021年9月6日にウェイバー公示を経てピッツバーグ・パイレーツへ移籍した。オフの11月5日にマイナー契約となった後、7日にFAとなった。

### レッズ時代
2021年11月18日にシンシナティ・レッズとマイナー契約を結び、2022年のスプリングトレーニングに招待選手として参加することになった。
2022年は開幕を傘下のAAA級ルイビル・バッツで迎え、4月30日にメジャー契約を結んでアクティブ・ロースター入りした。この年は背中の骨折で5月から9月にかけて故障者リストで過ごした。最終的にメジャーでは6試合（先発4試合）に登板して1勝0敗、防御率2.73、14奪三振を記録した。
2023年は、最終的にメジャーでは3試合（すべて先発）に登板して0勝1敗、防御率11.45、奪三振も9しか奪えず、前年より成績は大幅に悪化した。オフの10月9日に自由契約となり、傘下AAA級ルイビルに配属された。
2024年は年間を通じて故障とリハビリで過ごした為、メジャーでの登板機会は一度も無かった。オフの11月4日にFAとなった。

### ブルージェイズ傘下時代
2025年はまずニューヨーク・メッツとマイナー契約を結んで、同年のスプリングトレーニングに招待選手として参加したが、3月27日に自由契約となった。その後4月23日にメジャーデビュー時に在籍していたブルージェイズとマイナー契約を結び、同日中にAAA級バッファローに配属された。

## 詳細情報

### 年度別投手成績
| 年 度    | 球 団    | 登 板 | 先 発 | 完 投 | 完 封 | 無 四 球 | 勝 利 | 敗 戦 | セ 丨 ブ | ホ 丨 ル ド | 勝 率 | 打 者 | 投 球 回 | 被 安 打 | 被 本 塁 打 | 与 四 球 | 敬 遠 | 与 死 球 | 奪 三 振 | 暴 投 | ボ 丨 ク | 失 点 | 自 責 点 | 防 御 率 | W H I P |
| -------- | -------- | ----- | ----- | ----- | ----- | -------- | ----- | ----- | -------- | ----------- | ----- | ----- | -------- | -------- | ----------- | -------- | ----- | -------- | -------- | ----- | -------- | ----- | -------- | -------- | ------- |
| 2021     | TOR      | 4     | 0     | 0     | 0     | 0        | 0     | 0     | 0        | 0           | ----  | 24    | 6.2      | 4        | 0           | 2        | 0     | 0        | 4        | 1     | 0        | 0     | 0        | 0.00     | 0.90    |
| 2021     | PIT      | 5     | 3     | 0     | 0     | 0        | 0     | 1     | 0        | 0           | .000  | 39    | 8.2      | 10       | 2           | 3        | 0     | 0        | 11       | 0     | 0        | 8     | 8        | 8.31     | 1.50    |
| '21計    | PIT      | 9     | 3     | 0     | 0     | 0        | 0     | 1     | 0        | 0           | .000  | 63    | 15.1     | 14       | 2           | 5        | 0     | 0        | 15       | 1     | 0        | 8     | 8        | 4.70     | 1.24    |
| 2022     | CIN      | 6     | 4     | 0     | 0     | 0        | 1     | 0     | 0        | 0           | 1.000 | 124   | 33.0     | 21       | 1           | 11       | 0     | 0        | 14       | 0     | 0        | 10    | 10       | 2.73     | 0.97    |
| 2023     | CIN      | 3     | 3     | 0     | 0     | 0        | 0     | 1     | 0        | 0           | .000  | 55    | 11.0     | 19       | 3           | 7        | 0     | 0        | 9        | 0     | 0        | 14    | 14       | 11.45    | 2.36    |
| MLB：3年 | MLB：3年 | 18    | 10    | 0     | 0     | 0        | 1     | 2     | 0        | 0           | .333  | 242   | 59.1     | 54       | 6           | 23       | 0     | 0        | 38       | 1     | 0        | 32    | 32       | 4.85     | 1.30    |

- 2024年度シーズン終了時

### 背番号
- 44（2021年 - 同年途中）
- 41（2021年途中 - 同年終了）
- 71（2022年 - 2023年）